# Ana Paula de Lima Pereira
Ana Paula de Lima Pereira (Rio de Janeiro, 23 de outubro de 1971) é uma designer de moda e ex-rainha de bateria brasileira.

## Carreira

### Carnaval
Ana Paula nasceu no subúrbio do Rio de Janeiro, em meio ao universo artístico. Estreou no carnaval com apenas 8 anos, tornando-se a mais jovem rainha do bloco carnavalesco Dragão de Camará, no bairro onde nasceu e passou grande parte de sua infância. Desfila por sua escola do coração, a Mocidade. Esteve presente em vários concursos sempre ligados ao carnaval, entre eles: Rainha do Carnaval do Bangu Atlético Clube (1990), Casino Bangu (1991) e America Football Club (1992), Musa do Baile do Vermelho e Preto (1996,1997 e 1998), Rainha do Cordão da Bola Preta (1992). Em 1993, foi convidada pelo então carnavalesco Miguel Falabella e pela diretoria da escola de samba Império da Tijuca para fazer sua estreia como componente da comissão de frente da escola.
No ano seguinte, em 1994, fica fora do desfile da Império da Tijuca, por ter sido eleita no Parque Garota de Ipanema, no Arpoador a Rainha do Carnaval do Rio de Janeiro. Nos jornais, matérias diziam que Ana Paula era “Muito Rainha”, a Rainha mais elegante desde a criação do concurso, uma Rainha com grande preocupação social, uma Rainha que falava três idiomas, fluente em Inglês, Francês e Italiano. Nessa época, Ana Paula era noiva do restauranter italiano Luciano Pollarini, dono do tradicional restaurante Arlecchino, em Ipanema. Em 1995, volta a escola do Morro da Formiga e, dessa vez, desfila no carro abre alas, ao lado de Viviane Araújo, com grande repercussão nos jornais por desfilar de seios nus. A escola sobe para o Grupo Especial, e ela é convidada para ser Rainha de Bateria da verde e branco em 1996. Nesse ano, debuta à frente da Bateria de uma escola do Grupo Especial. Ainda, no ano de 1995, foi Rainha da tradicional Banda do Recreio.
Completou seu ciclo no carnaval em 1997, quando foi convidada por Ivo Meirelles para participar do concurso de Rainha de Bateria da Mangueira. Apesar de já ser uma figura notória no carnaval, aceitou o convite, venceu o concurso e tornou-se Rainha de Bateria naquele ano, sendo a primeira a ocupar o posto na Estação Primeira de Mangueira de fora da comunidade. A escolha gerou muitos protestos, chegando inclusive a repercutir na mídia. A frente da Bateria da Mangueira venceu o Estandarte de Ouro de Melhor Passista Feminina. Entrou para a história do Carnaval Carioca como a Primeira Rainha de Bateria a vencer um Estandarte de Ouro desfilando como Rainha, prêmio antes concedidos apenas as passistas das escolas. Recebeu também o Troféu Babadinho e foi eleita pelo público a Musa do Carnaval do ano de 1997.

### Designer
Passou a trabalhar na moda como designer de moda em 2003. Em setembro de 2009, venceu a competição Yang Bravado, na Itália, organizado pela ANCI, Associazione Nazionale dei Calzaturieri di Milano, recebendo o prêmio de melhor estilista revelação de 2009. No mesmo ano, venceu o primeiro lugar no concurso de sapato feminino social organizado pela Francal no Brasil, o Top de Estilismo. Em julho de 2011, Ana Paula foi convidada para fazer parte da galeria Web http://www.virtualshoemuseum.com/, um museu virtual dedicado às criações de sapatos, que reúne obras de designers do mundo todo.
Designer de acessórios, é empresária do Atelier Scarpam, uma empresa de criação de acessórios femininos, onde presta consultoria no Brasil e no exterior.

### Outros projetos
Devido a sua forte ligação com a cultura Italiana, recebeu convite para trabalhar na televisão da Itália. Na Rai International, fez documentário sobre o carnaval carioca. Apresentou o programa Miss Itália nel Mondo. Participou em 1992 de uma montagem do projeto “Novo Olhar” com a direção de João Brandão.
Em 2017, participou, ao lado do marido, da segunda temporada do reality show Power Couple Brasil, também da rede Record. Ambos deixaram a competição na 8ª semana de disputas.

## Vida pessoal
Entre idas e vindas a Itália, conheceu o cantor Sylvinho Blau-Blau, e começaram a namorar em 1995. No ano seguinte, foram morar juntos, oficializando a união. O casal tem dois filhos, Maria Luiza, nascida em 23 de março de 1997, e Antonio Luiz, em 11 de julho de 1999. Formada em Comunicação Social pela FACHA, nunca exerceu a profissão.

## Títulos no carnaval
- 1989 - Rainha do Carnaval do Cassino Bangu
- 1991 - Rainha do Carnaval do Bangu Atlético Clube
- 1992 - Segunda Princesa do América Futebol Clube [carece de fontes?]
- 1992 - Segunda Princesa do Carnaval do Cordão da Bola Preta[carece de fontes?]
- 1993 – Comissão de Frente da Império da Tijuca
- 1994 - Rainha do Carnaval da Cidade do Rio de Janeiro[carece de fontes?]
- 1995 - Destaque no carro Abre Alas da Império da Tijuca[carece de fontes?]
- 1995 - Rainha da Banda do Recreio[carece de fontes?]
- 1996 – Rainha da Bateria da Império da Tijuca[carece de fontes?]
- 1996 - Rainha do Baile do Vermelho e Preto[carece de fontes?]
- 1997 - Rainha do Baile do Vermelho e Preto[carece de fontes?]
- 1997 – Rainha da Bateria da Estacão Primeira de Mangueira[31]
- 1997 – Estandarte de Ouro de Melhor Passista Feminina a frente da bateria da Mangueira[32]
- 1997 - Segunda Princesa do Carnaval do Rio de Janeiro[carece de fontes?]
- 1998 – Rainha do Baile do Vermelho e Preto[carece de fontes?]

## Teatro
- 1992 - Tablado - Projeto Novo Olhar - Mostra de Atores

## Filmografia
•1992 -Taxi Rai 3
•1997 à 2003 - Miss Italia nel Mondo
•1997 - Varietà Rai International
•2017 - Power Couple Brasil (reality show)
•2019 - Troca de Esposas (reality show)

## Prêmios e reconhecimento
- 1997 – Estandarte de Ouro[35]
- 1997 – Troféu Babadinho[36]
- 2009 – Premio Young Bravado Estilista Revelação
- 2009 – Premio Top de Estilismo – Categoria Calçado Social Feminino – Francal[37]
- 2012 – Galeria do Virtual Shoe Museum[38]